# Rotwand (Bayern)
Die Rotwand ist mit 1884 m ü. NHN der höchste Punkt des Landkreises Miesbach sowie der höchste Berg im bayerischen Teil des Mangfallgebirges und damit auch der höchste Gipfel im Spitzingseegebiet. Sie gehört zum Gemeindegebiet von Bayrischzell, obgleich der Berg zu den Schlierseer Bergen zählt.

## Beschreibung
Der beliebte Münchner Hausberg ist in einer einfachen Wanderung vom Spitzingsee aus auf verschiedenen Wegen (z. B. durch den Pfanngraben mit Gumpen) zu erreichen. Von der Bergstation der Taubensteinbahn in 1613 Metern Höhe aus kann er in 75 Minuten Wegzeit (lt. Ausschilderung) am Taubenstein vorbei über den Weg westlich unterhalb des Lempersbergs sogar noch schneller erstiegen werden und ist deshalb an Sommertagen oft überlaufen. Eine alternative Route führt von Geitau über den Soinsee auf den Gipfel. Südlich des Gipfels liegt das Rotwandhaus des Deutschen Alpenvereins auf 1737 m ü. NHN.
Im Winter wird die Rotwand häufig als Skitour begangen. Die klassische Rotwand-Reib’n führt vom Spitzingsee auf die Rotwand, dann über die Kümpflscharte (1695 m) auf die Auerspitz (1811 m), weiter über die Großtiefentalalm (1500 m), über den Miesingsattel (1704 m; ggf. mit Abstecher zum Hochmiesing 1883 m) zur Kleintiefentalalm und über das Taubensteinhaus und die Bergstation der Taubensteinbahn zurück zum Spitzingsee. Die Tour ist auch mit Schneeschuhen möglich.
Im Umfeld der Rotwand wurden die ältesten menschlichen Artefakte des deutschen Alpenraums gefunden. Auf dem Sattel zwischen Tanzeck und Rauhkopf nördlich der Rotwand wurden zwei, unmittelbar östlich des Soinsees ein Steingerät als Lesefund entdeckt. Zwei der Abschläge sind aus Radiolarit, einer aus Feuerstein, alle werden in das Beuronien, die älteste Phase der Mittelsteinzeit datiert. Weitere Funde aus der gleichen Zeitstellung sind auf österreichischer Seite nahe dem Hinteren Sonnwendjoch und auf beiden Ufern des Achensees bekannt.
Der Braunbär JJ1 (auch „Bruno“ genannt) wurde, nachdem er am Rotwandhaus gesehen wurde, am 26. Juni 2006 gegen 4:50 Uhr im Rotwandgebiet erschossen.

## Weblinks

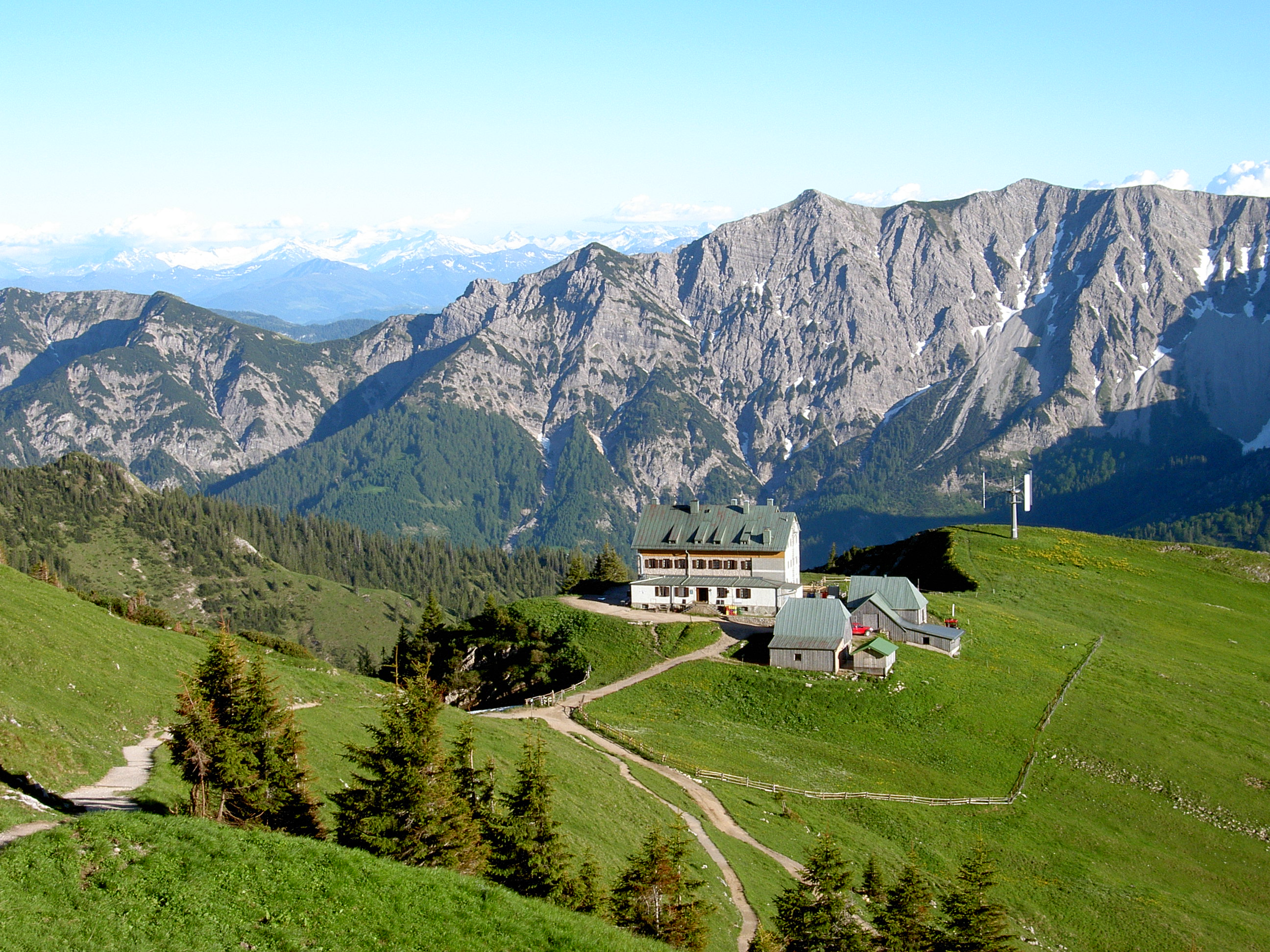
Rotwandhaus – Blick zurück vom Anstieg zur Rotwand
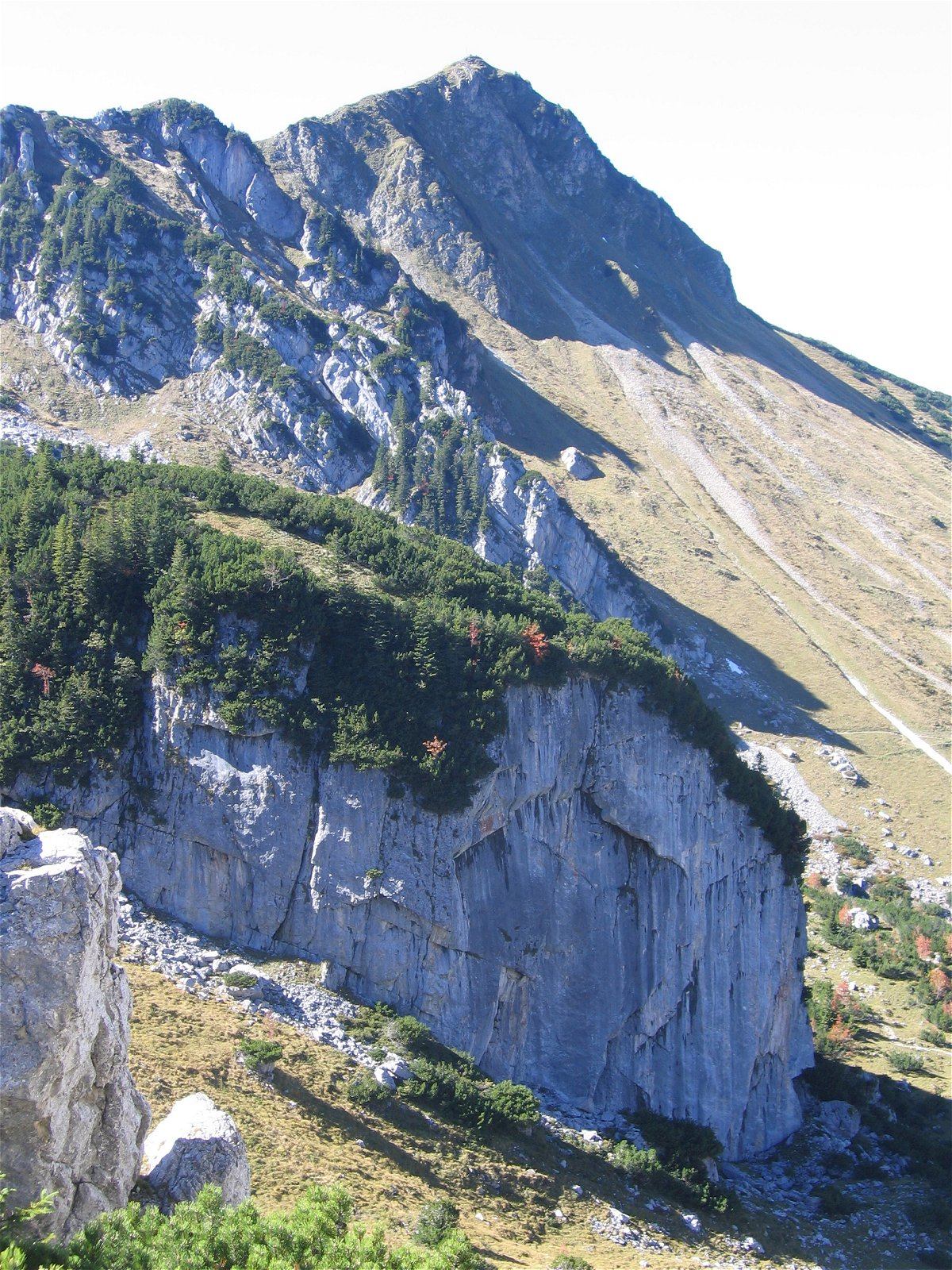
Rotwand von der Auerspitz gesehen
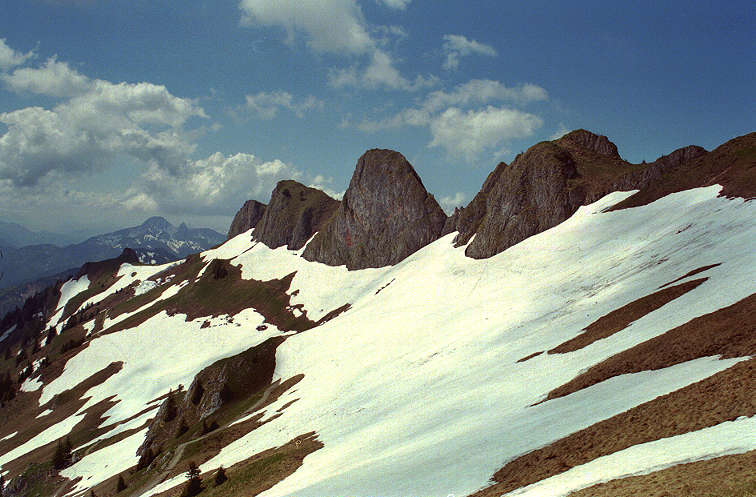
Die namensgebenden Felsen im Gipfelbereich der Rotwand.
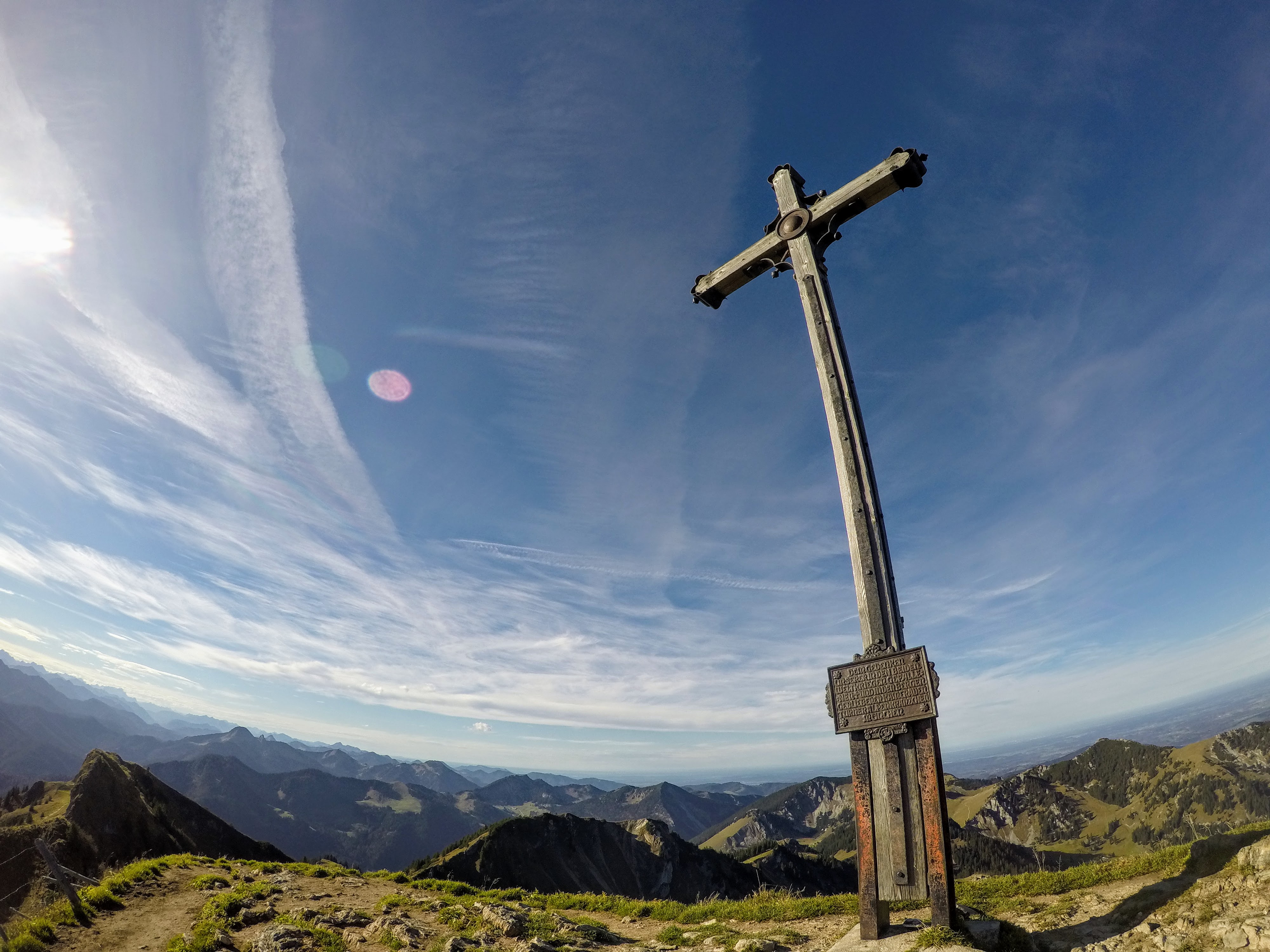
Gipfelkreuz